# Kopalnia Węgla Kamiennego Bobrek-Centrum
Kopalnia Węgla Kamiennego Bobrek-Centrum – dwuruchowa kopalnia węgla kamiennego z siedzibą w Bytomiu przy ul. Konstytucji 76, działająca od 2005  do 15 grudnia 2015 roku .

## Historia
Powstała 1 stycznia 2005 w wyniku połączenia obszarów eksploatacyjnych Zakładów Górniczych: "Bytom-III" i "Centrum" w dwuruchową kopalnię i stanowiła zakład o nazwie: Kopalnia Węgla Kamiennego "Bobrek-Centrum". Kopalnia należała do spółki Kompania Węglowa S.A.
Kopalnia w I. półroczu 2014 r. zatrudniała 3110 pracowników i przynosiła straty w wysokości -100,96 zł na tonie wydobytego węgla.
W maju 2015 kopalnia Bobrek została sprzedana grupie kapitałowej Węglokoks. Ruch Centrum przeznaczony został do likwidacji.
15 grudnia 2015 roku Kopalnia Węgla Kamiennego Bobrek-Centrum została połączona z Kopalnią Węgla Kamiennego Piekary; utworzono tym samym dwuruchową kopalnię Bobrek-Piekary .